# 메가터치
메가터치(Megatouch Co., Ltd.)주식회사는 2차전지 및 반도체 테스트 공정에 사용되는 장비부품인 핀을 만드는 기업이다. 대표이사는 윤재홍이며 타이스일렉으로 2010년에 설립되어 2011년에 타이스전자 흡수합병, 2016년에 상호를 메가터치로 변경하였으며 본사는 충남 천안시 서북구 3공단2로 42 (백석동 710)이다.2021년 1월 윤재홍 현 대표이사가 취임, 회사를 이끌고 있다..
티에스이의 자회사이다. 엠케이전자와 산업통상자원부 소재부품개발 지원 사업인 ‘재활용 팔라듐 합금 활용량 극대화 90㎛ 피치급 반도체 검사장비용 포고핀 개발’ 프로젝트를 수행하고 하고 있다.

## 참고문헌
1. ↑  양민호, 윤재홍 메가터치 대표, "2년 내 매출 2배 성장 목표"...코스닥 상장 앞둬, 핀포인트뉴스, 2023년 10월 24일
2. ↑  류소현, 윤재홍 메가터치 대표 "2차전지 글로벌 시장 선도할 것", 뉴스웨이, 2023년 10월 24일
3. ↑  이호길, 윤재홍 메가터치 대표 “배터리 핀 생산능력 확대···내후년 매출 2배로”, 전자신문, 2023년 10월 29일
4. ↑  성상우, 메가터치, 차세대 2차전지 정부사업 예타 통과 '호재' 더벨, 2023년 11월 30일
5. ↑  메가터치, 엠케이전자 국가 과제를 통한 전략적 협력강화 이투데이 2025-03-17

## 같이 보기
- 타이거일렉
- 엘디티